# مذبحة سكيلاني
مذبحة سكيلاني تشير إلى هجوم جيش جمهورية البوسنة والهرسك على سكيلاني وهي مجموعة قرى في منطقة سريبرينيتشا في البوسنة والهرسك التي احتلها جيش جمهورية صرب البوسنة والتي حدثت في 16 يناير 1993. وقتل في الهجوم ما بين 40-65 صربي.

## نتائج المحكمة الجنائية الدولية ليوغوسلافيا السابقة
خلال حرب البوسنة والهرسك هاجم جيش جمهورية صرب البوسنة المدن والقرى البوسنية في شرق البوسنة والهرسك كجزء من «أهدافه الاستراتيجية الستة» المتمثلة في «القضاء على نهر درينا كحدود» بين صربيا وصرب البوسنة والهرسك. على الرغم من سيطرة القوات الصربية على بلديات زفورنيك وبراتوناك وفلاسينيتسا خلال النصف الأول من عام 1992 إلا أن الجيوب في المنطقة المحيطة ظلت خارج نطاق سيطرتها حيث أبدى البوشناق المقاومة. بدأت القوات الصربية حصار سريبرينيتشا. بين أبريل 1992 ومارس 1993 تعرضت مناطق سريبرينيتشا باستمرار لهجمات عسكرية صربية بما في ذلك هجمات بالمدفعية ونيران القناصة فضلا عن قصف الطائرات من حين لآخر.
سيطرت القوات الصربية البوسنية على طرق الوصول ومنعت وصول المساعدات الإنسانية الدولية إلى جيب سريبرينيتشا ولم تسمح حتى بالإغاثة الغذائية والطبية. نتيجة لذلك كان هناك نقص مستمر في الغذاء. بلغ هذا الجوع ذروته في شتاء 1992/1993.
من أجل التغلب على هذا النقص اقتحم البوشناق أحيانا القرى الصربية القريبة بحثا عن الطعام وغالبا ما يخاطرون بالموت أو الإصابة من الألغام الأرضية أو نيران الصرب. في 16 يناير 1993 هاجم جنود جيش جمهورية البوسنة والهرسك بقيادة ناصر أوريتش قرى سكلاني حسبما يُزعم.
وصلت القوات البوسنية تقريبا إلى الحدود مع صربيا لكن تم إيقافها كيلومتر واحد داخل سكيلاني بسبب تدخل الجيش اليوغوسلافي ووحدات الدفاع الإقليمي من فيلق أوتشيتشي. اقتربت القوات البوسنية لدرجة أن البعض منهم كانوا يطلقون نيران الرشاشات على المدنيين الصرب الفارين عبر الحدود إلى بايينا باشتا في صربيا.

## مزاعم الصرب
قتل في الهجوم عشرات الصرب. وفقا لمصادر صربية فإن الأرقام المزعومة تتفاوت بين عشرات إلى 40 أو 65 قتيل وحوالي مائة جريح بينما يُزعم أن 30 شخص تم أسرهم وضربهم وقتل طفلان ويُزعم أنهم مدنيون من سكيلاني ونجوعها الصغيرة من تشوسيتشي وجابوكفيكا وتوبليكا وكاليمانيتشي المنطقة الأوسع من سريبرينيتشا.

### النصب التذكاري
في قرية سكيلاني في عام 2005 أقامت حكومة جمهورية صرب البوسنة نصب تذكاري لـ 305 من الضحايا الصرب بدعوى أنهم جميعا مدنيون قُتلوا خلال الحرب (1992-1995). يزعم النصب أن 32 طفل قتلوا.